# James F. Allen
James Frederick Allen (* 1950) ist ein US-amerikanischer Informatiker und Linguist.

## Karriere
Allen wurde 1979 an der University of Toronto bei C. Raymond Perrault promoviert (A plan-based approach to speech act recognition). 1979 wurde er Assistant Professor, 1984 Associate Professor und 1987 Professor für Informatik an der University of Rochester, wo er von 1987 bis 1990 der Informatik-Fakultät vorstand und ab 1992 John H. Dessauer Professor war. Ab 2002 war er Senior Research Scientist am Florida Institute for Human and Machine Cognition (und ab 2006 dessen Ko-Direktor).
Er befasst sich mit der Verarbeitung und Verständnis Natürlicher Sprache und Dialogsystemen (u. a. TRIPS Projekt). Weiter befasst er sich mit Wissensdarstellung, Planen, temporaler Logik (Allen-Kalkül) und Commonsense Reasoning.
Von 1983 bis 1993 war er Herausgeber von Computational Linguistics. Er erhielt einen Presidential Young Investigator Award des NSF und ist Fellow des AAAI.

## Schriften (Auswahl)
- Maintaining knowledge about temporal intervals, Communications of the ACM, Band  26, Nr. 11, 1983, S. 832–843
- Natural Language Understanding, Benjamin Cummings 1987, 2. Auflage 1995
- mit Henry Kautz, R. Pelavin, J. Tenenberg: Reasoning About Plans, Morgan Kaufmann, 1991
- als Herausgeber mit anderen: Readings in Planning, Morgan Kaufmann 1991
- mit George Ferguson: TRIPS: An Integrated Intelligent Problem-Solving Assistant, Proceedings of the Fifteenth National Conference on AI (AAAI-98), Madison, Wisconsin, 1998
- mit N. Chambers u. a.: PLOW: a collaborative task learning agent, AAAI 2007